# Lebane
Lebane (v srbské cyrilici Лебане) je město v jižní části centrálního Srbska, poblíž Leskovace. Patří k malým sídlům; v roce 2011 mělo 10 062 obyvatel. Spolu s dalšími sousedními obcemi je domovem pro 21 802 lidí Administrativně je součástí Jablanického okruhu.

## Poloha
Město se rozkládá na soutoku řek Jablanica a Šumanska reka v nadmořské výšce 275,2 m n. m. 

## Historie
První zmínka o sídlu pod názvem Hleban pochází z roku 1516. V roce 1930 bylo město připojeno na elektrickou rozvodnou síť a roku 1963 zde byla vybudována kanalizace. V letech 1946 a 1976 bylo město postiženo záplavami. Lebane patří v současné době k nejméně rozvinutým oblastem v centrálním Srbsku. Mnohé firmy po roce 1990 neustály dramatické společenské změny; většina podniků těžkého průmyslu zbankrotovala a textilní firmy na tom nebyly o mnoho lépe.
V blízkosti města se nachází pozůstatky byzantského města Justiniana Prima (známé též pod názvem Caričin grad). Bylo vybudováno za vlády Justiniána I. ve snaze osídlit místo svého narození. Od roku 1917 je tato lokalita předmětem archeologických průzkumů.
V roce 1878 bylo po Berlínském kongresu Lebane připojeno k Srbsku. Tehdy se jednalo o vesnici, jak poznamenali místní cestovatelé. Srbská vláda se rozhodla sem umístit správní středisko okruhu, což obci pomohlo se postupně rozrůstat do podoby menšího města. V roce 1900 zde žilo 460 obyvatel a stálo okolo sedmdesáti domů.
Po druhé světové válce bylo relativně odlehlé město v méně rozvinuté jižní části centrálního Srbska místem investic a populačního růstu. Postaveny byly různé závody, a to i přesto, že do Lebane nevede železniční doprava. 
V roce 1976 Lebane zasáhla povodeň na řece Jablanici.

## Obyvatelstvo
Obyvatelstvo Lebane je převážně srbské národnosti. Místní kostel sv. Jana Křtitele byl postaven v 30. letech 20. století.

## Kultura
Ve středu města se nachází Dům kultury Radan.

## Doprava
Městem prochází silnice celostátního významu č. 39, která směřuje z Kosova přes Lebane do Leskovace. 